# Felipe Saá
José Felipe Saá (San Luis, ca. 1822 - íd., 30 de enero de 1880) fue un hacendado, militar y político argentino, caudillo menor de la Provincia de San Luis, que revistó primeramente en el bando unitario para después secundar la política federal de su hermano, el general Juan Saá.

## Biografía
Era el hermano menor de Juan y Francisco Saá, y participó en la revolución unitaria de noviembre de 1840 en su provincia natal. Tras la derrota, los tres huyeron a las tolderías de los indios ranqueles, acompañando al coronel Manuel Baigorria. Instalado junto al cacique Painé, participaron en algunos malones sobre las tierras ocupadas por los blancos. En octubre de 1846 regresaron a San Luis y se incorporaron a las milicias provinciales del gobernador Pablo Lucero. Su hermano Juan Saá fue comandante de las mismas, y Felipe ocupó el cargo de oficial de frontera; en un combate menor derrotó a los indígenas de Painé.
En 1854 formó parte de la Legislatura puntana que eligió gobernador a Justo Daract, con quien colaboró durante todo ese primer gobierno. En 1859 -aunque no era abogado- fue presidente de la Cámara Provincial de Justicia. Al año siguiente fue comandante militar de uno de los departamentos en que estaba dividida la provincia, y miembro del Consejo de Gobierno que asesoraba al gobernador, que era en ese momento su hermano Juan Saá.
En agosto de 1861 acompañó a su hermano en la represión de la revuelta unitaria dirigida por el coronel José Iseas, comandante del Fuerte Constitucional, al que derrotaron el día 26, obligándolo a huir hacia la Provincia de Córdoba.
Al producirse el golpe de Estado en la Provincia de San Juan, iniciado con el asesinato del gobernador Juan Antonio Virasoro, el presidente Santiago Derqui nombró interventor federal de esa provincia al gobernador Saá, encargándole detener a los responsables del crimen, reponer la legislatura disuelta por la fuerza y hacer elegir un nuevo gobernador por ésta. Felipe Saá acompañó a su hermano y fue el jefe del ala izquierda del Ejército nacional vencedor en la Batalla de la Rinconada del Pocito.
Participó en la Batalla de Pavón, acompañando a su hermano el general; al enterarse del avance de las fuerzas del ejército porteño hacia el interior, a fines de 1859, ambos huyeron a refugiarse en Chile, donde vivió unos cinco años. Mientras su hermano viajó algunos meses a Uruguay, Felipe parece haber residido ininterrumpidamente en Chile. También a diferencia del general, regresó a San Luis posiblemente a mediados de 1866, posiblemente sin autorización del gobernador Daract.

## Revolución en Cuyo
Al estallar en Mendoza la Revolución de los Colorados, en noviembre de ese año, Saá comenzó a reunir partidas de montoneros que se sublevaron contra el gobierno en el norte de San Luis. Tras dominar toda la Sierra, avanzó hacia la ciudad capital, ocupándola a fines de enero del año siguiente; el gobernador Daract delegó el gobierno, pero al día siguiente fue arrestado, mientras el gobierno pasaba a un personaje menor del Partido Federal, Francisco Álvarez.
A fines de enero, el general Wenceslao Paunero invadió la provincia de San Luis, pero Felipe Saá se apresuró a enfrentarlo antes de que uniera sus fuerzas a las que estaba reuniendo el coronel Iseas, comandante del fuerte de Villa Mercedes. Derrotó primero a Arredondo en el Combate del Alto de los Loros, el 29 de enero, y dos días después a Iseas en Pampa del Portezuelo. Arredondo se vio obligado a retroceder y esperar la llegada de Paunero.
Poco después llegaba a San Luis el general Juan Saá, procedente de San Juan, donde había ayudado a extender la revolución. El día 3 de febrero, una asamblea pública eligió gobernador a Felipe Saá, el cual prestó juramento el día 7 del mismo mes.
Mientras Paunero se reorganizaba, Felipe Saá puso su ejército en manos de su hermano el general, que lo reforzó con tropas venidas desde San Juan y Mendoza. Los dos ejércitos tardaron dos meses en volver a enfrentarse, hasta que finalmente lo hicieron el 1 de abril, en la Batalla de San Ignacio: tras largas horas de lucha, el ejército nacional terminó por derrotar a los federales merced a la superioridad de su armamento. Los Saá retrocedieron sobre la capital provincial, y dos días más tarde —ante la imposibilidad de reunir nuevas tropas— huyeron en dirección a Mendoza, y de allí hacia Chile. El gobernador delegado Víctor Guiñazú abandonó también la provincia el día 6, siendo elegido en su lugar José Rufino Lucero y Sosa.

## Últimos años
Durante su estadía en Chile se dedicó al comercio y a algunas empresas ganaderas y mineras. Regresó definitivamente a su provincia diez años más tarde, en 1877. Al año siguiente figuró en una comisión encargada de recolectar fondos para la construcción de la Iglesia Matriz de San Luis.
Falleció en su ciudad natal a fines de enero de 1880, lo que dio lugar al regreso de su hermano Juan a la provincia, para hacerse cargo de los bienes de su familia.